# Arrondissement Ribérac
Ribérac is een voormalig arrondissement in het departement Dordogne in de Franse regio Nouvelle-Aquitaine. Het arrondissement werd op 17 februari 1800 gevormd en op 10 september 1926 opgeheven. De zeven kantons werden bij de opheffing toegevoegd aan het arrondissement Périgueux.

## Kantons
Het arrondissement was samengesteld uit de volgende kantons:
- kanton Montpon-Ménestérol
- kanton Montagrier
- kanton Mussidan
- kanton Neuvic
- kanton Ribérac
- kanton Saint-Aulaye
- kanton Verteillac